# Zeiserlbrunnen

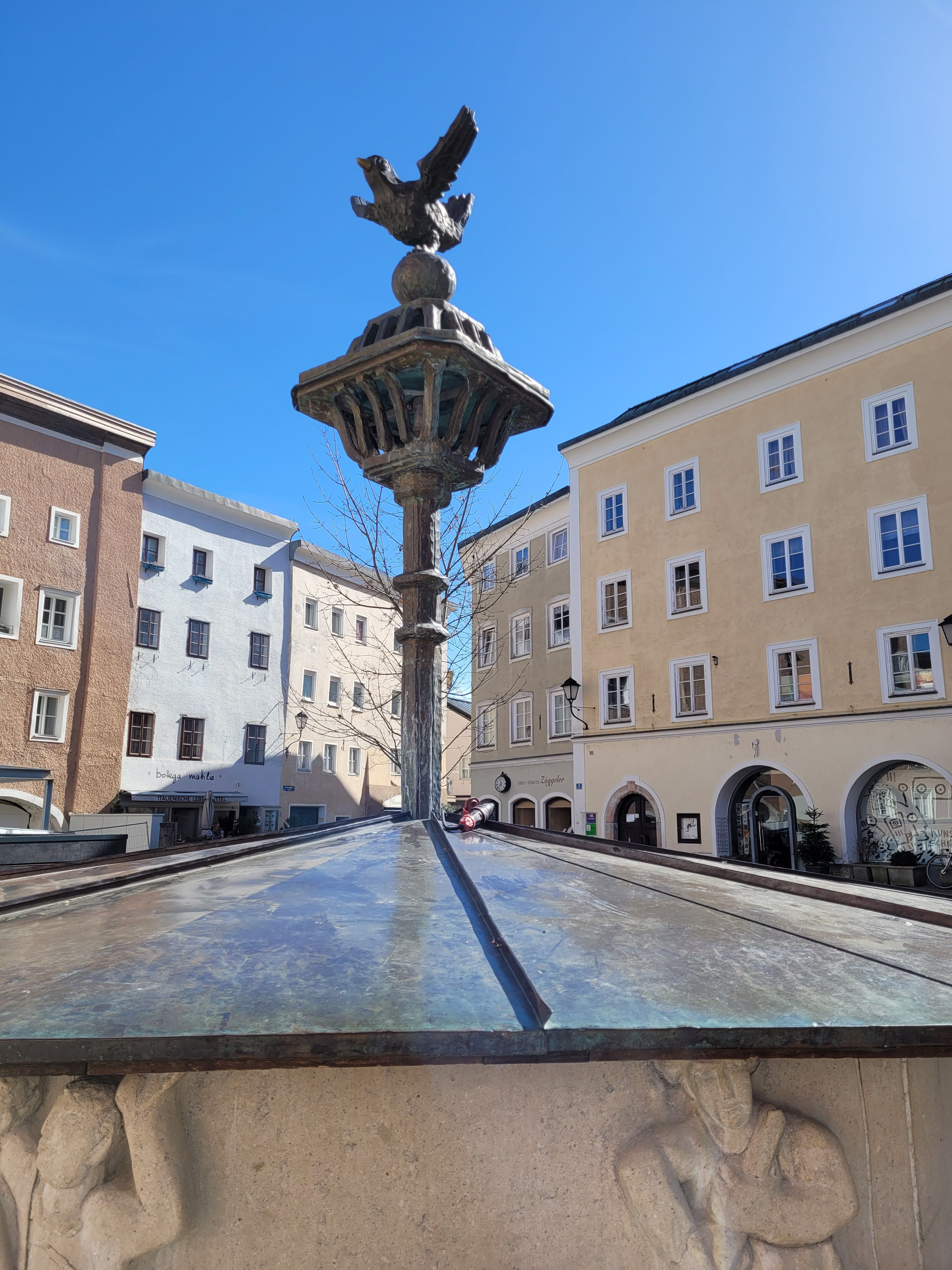
Brunnen am Bayrhamerplatz

Der Zeiserlbrunnen ist eine Brunnenanlage am Bayrhamerplatz in Hallein im Bezirk Hallein (Land Salzburg).

## Geschichte und Beschreibung
Der Brunnen hat eine achteckige Brunnenstube und ist aus Untersberger Marmor. Der Bildhauer Jakob Adlhart hat dieses Werk geschaffen, die Einweihung fand am 12. Oktober 1968 statt. Die fünf Motive aus der Geschichte der Stadt wurden als Halbrelief ausgeführt und zeigen Salzschiffer auf der Salzach, Arbeiter im Holzrechen, Bierbrauer in Hallein und Salzträger sowie Bürger der Stadt beim Schließen eines Stadttores – die Halleiner Zeiserlfänger.
Zentral im Brunnen erhebt sich eine Bronzeplastik mit stilisiertem Vogelkäfig, auf dem ein Zeisig – ein „Zeiserl“ – sitzt.

## Fotos

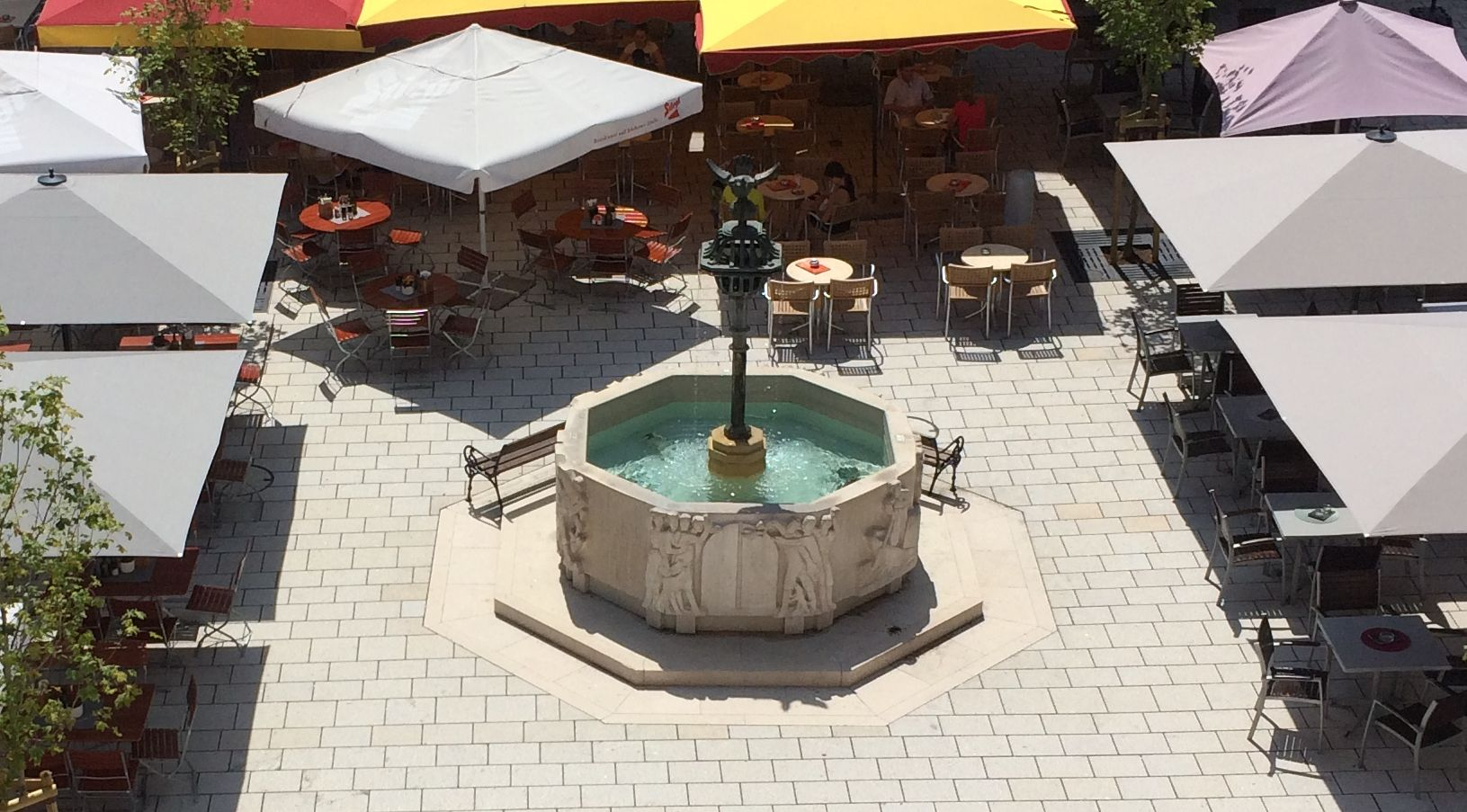
Adlhart Zeiserlbrunnen  in Hallein
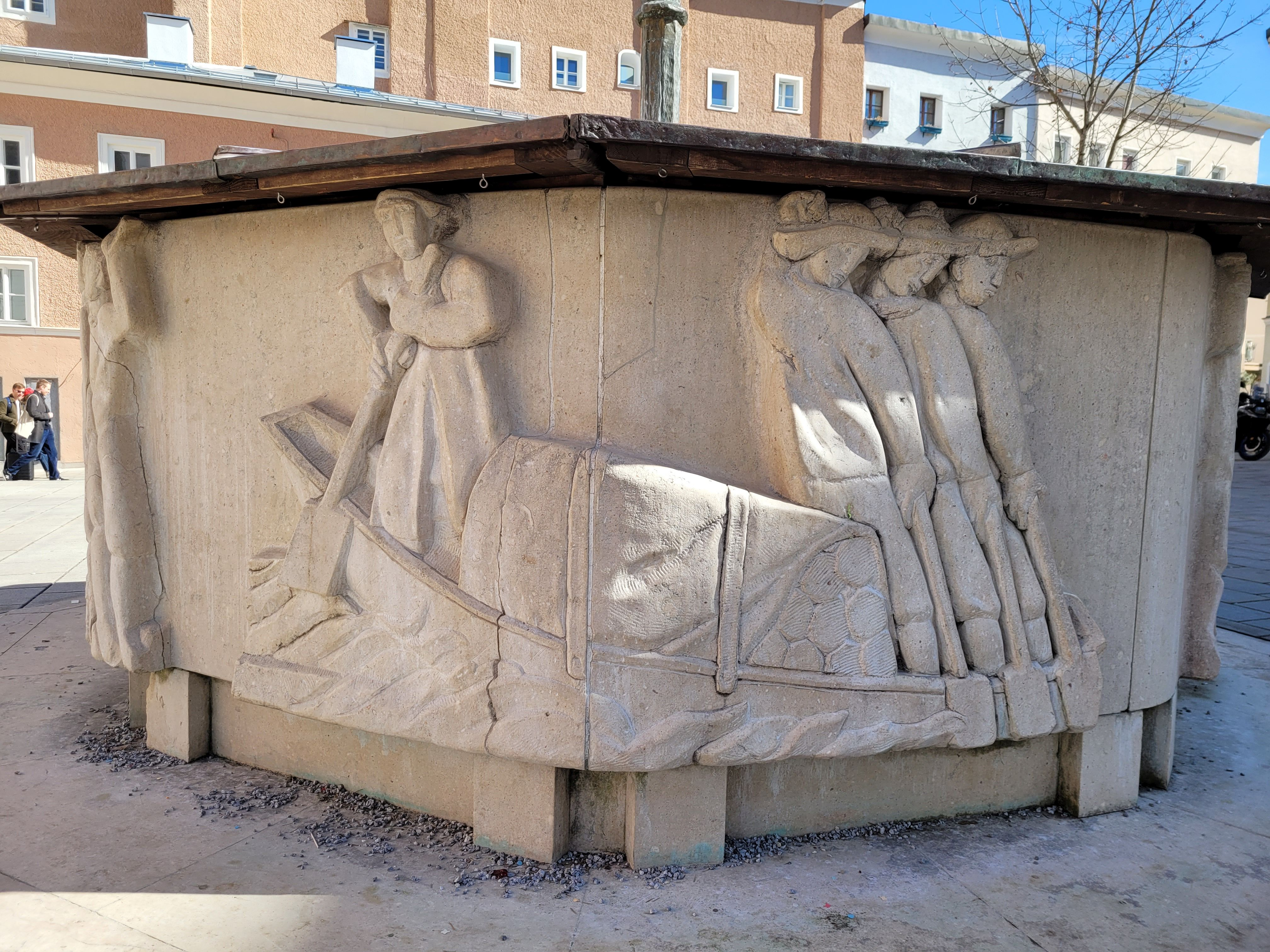
Salztransport auf der Salzach
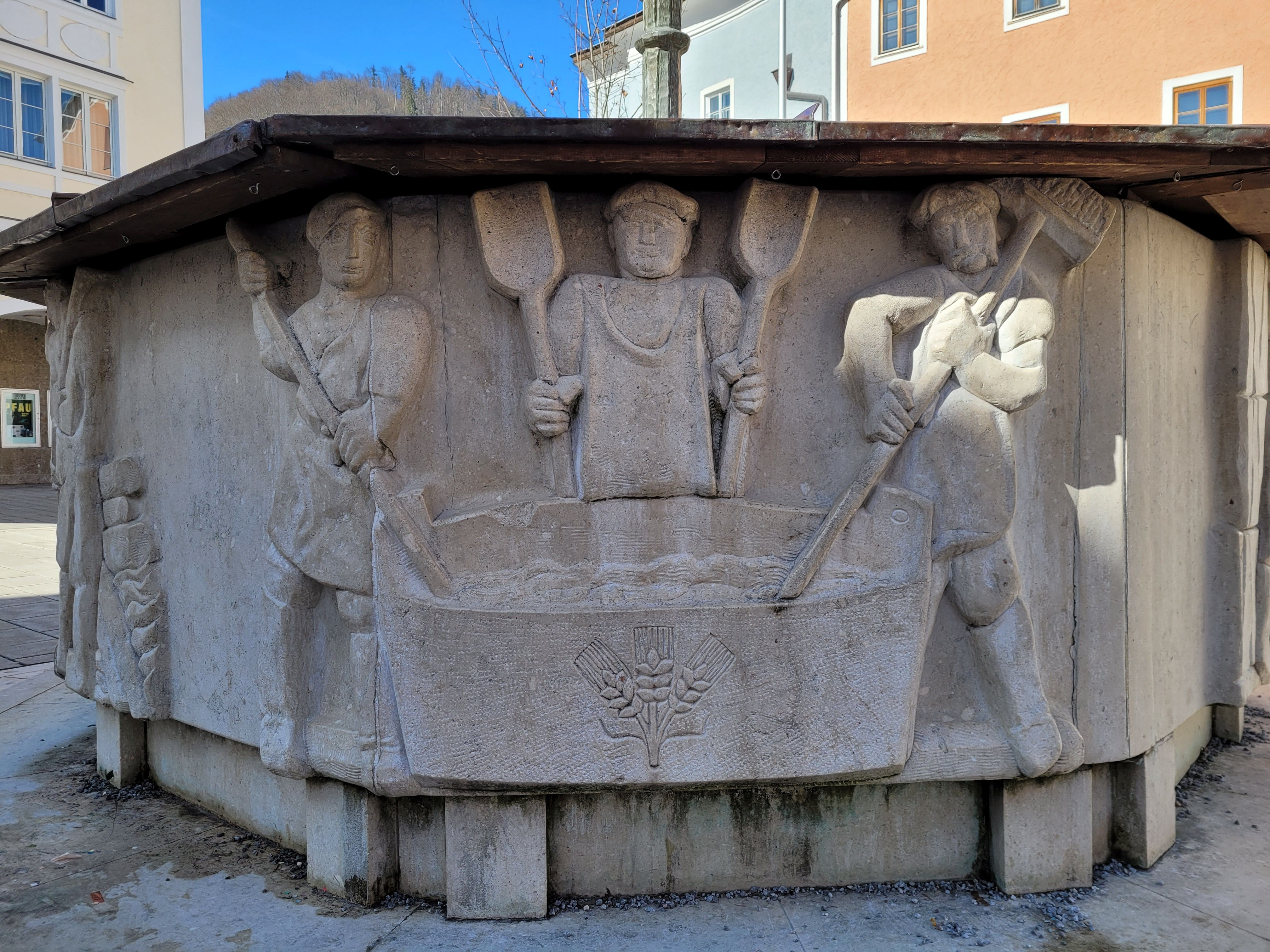
Stadt der Bierbrauer
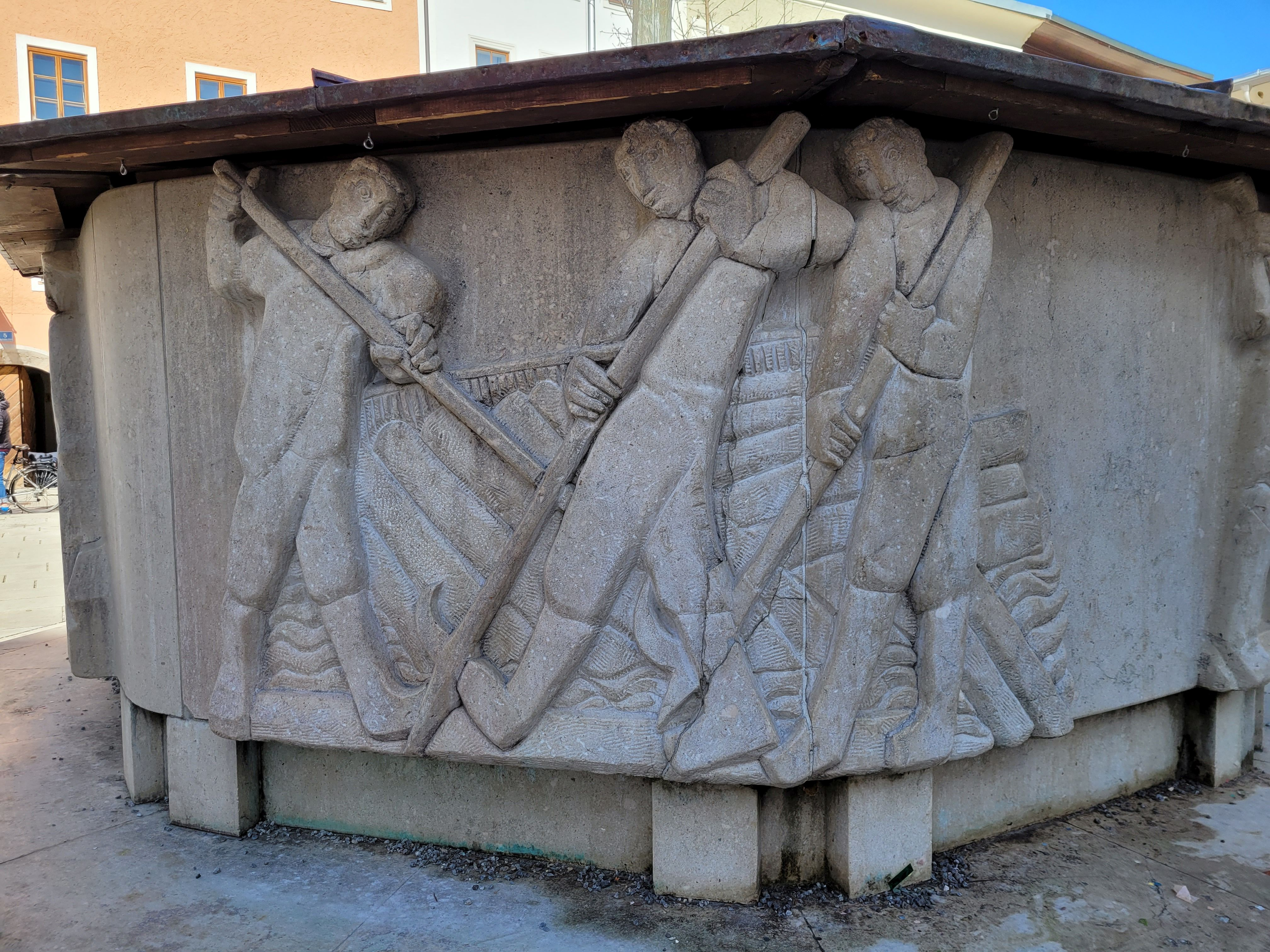
Arbeit im Holzrechen
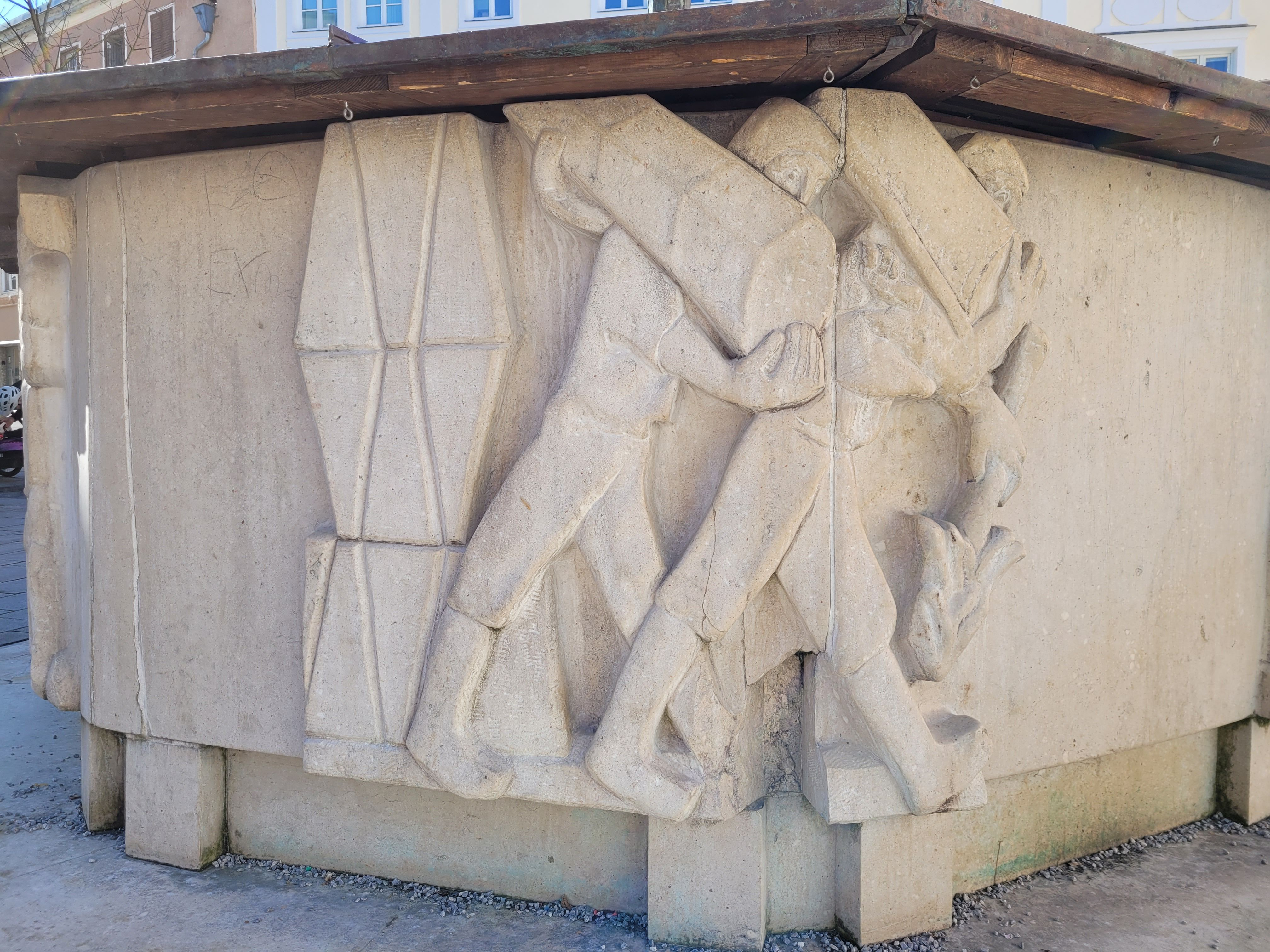
Salzträger
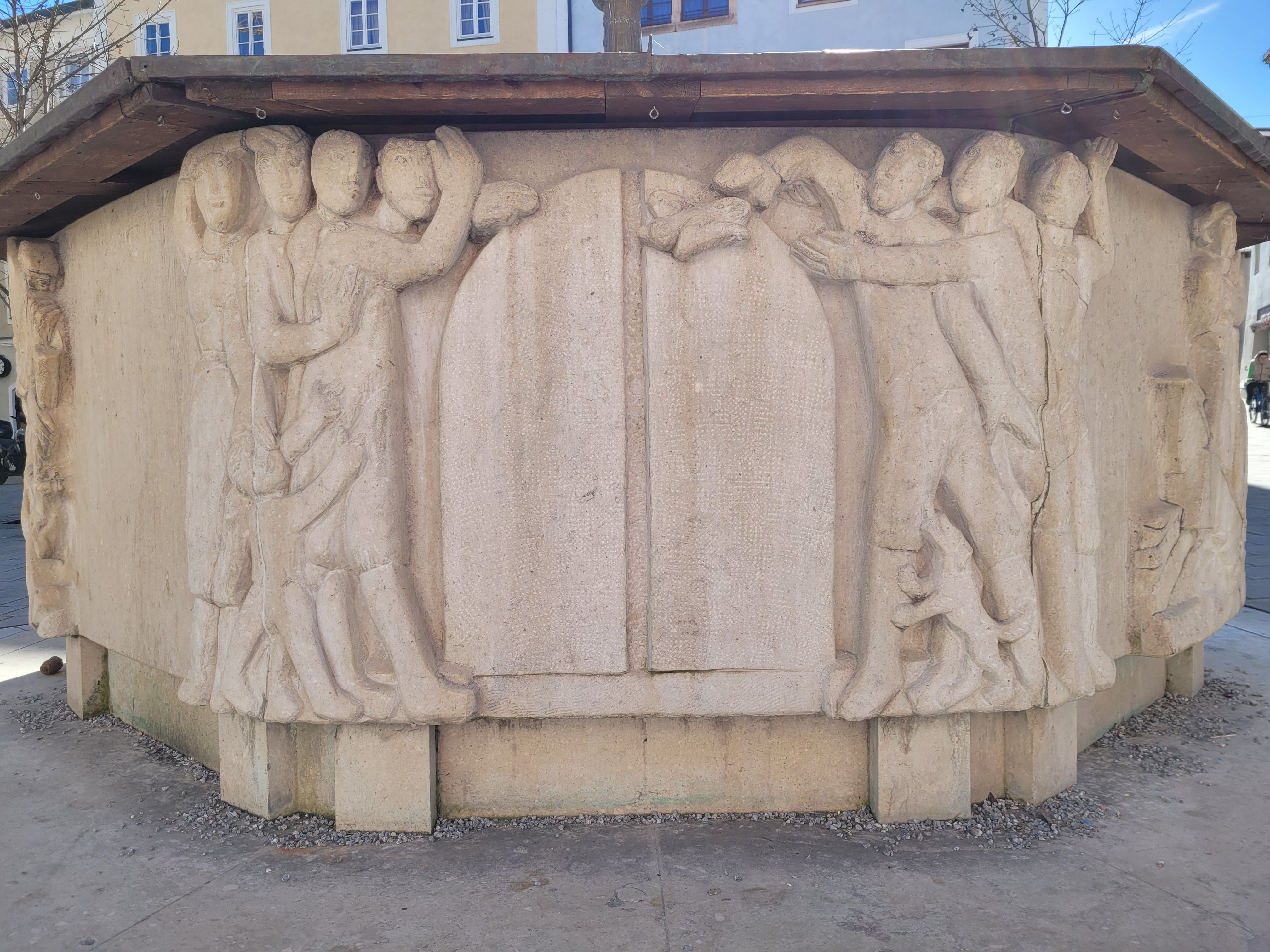
Die Halleiner Zeiserlfänger